# Мушник Сергій Михайлович
Сергій Михайлович Мушник (справжнє прізвище Мушников) (* 21 жовтня 1921, м. Петропавловськ, Казахстан —†15 грудня 1994, Харків) — український радянський поет та прозаїк.

## Біографія
Народився 21 жовтня 1921 року в м. Петропавловську (Казахстан) у сім'ї службовця.
З 1924 року жив у Харкові. У 1940 році вступив до Харківського національного університету, проте через німецько-радянську війну його не закінчив. С. Мушник через хворобу очей не був військовозобов'язаний, але пішов на фронт добровольцем. Нагороджений орденом Вітчизняної війни 1-го ст. та медалями. Після демобілізації працював на заводах, був на бібліотечній роботі. Входження в літературу починає відразу після закінчення війни. У 1946 році в журналі «Дніпро» друкує поезію «Чоботи», про яку пізніше на II Всесоюзній нараді молодих письменників схвально відгукувалися Самуїл Маршак та Олександр Твардовський. Високо оцінили цей вірш Андрій Малишко та Леонід Первомайський, про що свідчить їхнє листування з С. Мушником. У 1955 році С. Мушник закінчив Літературний інститут ім. О. М. Горького. Був керівником літературної студії «Заводська ліра» при заводі ім. Малишева (м. Харків). У 1981 році нагороджений грамотою президії Верховної Ради УРСР за заслуги в розвитку української радянської літератури.
Член КПРС.
Член СП СРСР з 1952 р.

## Оцінка критики
Провідні теми: героїка німецько-радянської війни, праця, колектив.
Дотримувався основних приписів соціалістичного реалізму.
Радянська критика відзначала надзвичайну чутливість та вразливість літератора, його вірність робітничій тематиці (В. Ясенець), тяжіння до психологізму (В. Боянович). А Юрій Герасименко у своїх спогадах писав: «Проза Мушника така ж лірична, як і його вірші. Вона вся тримається на тих же поетичних, тонких, дуже часто пейзажних деталях, на прагненні автора розказати красу рідного йому світу. В кожному оповіданні, в кожній повісті прозаїк Мушник продовжує почате Мушником-поетом» (1,158).

## Творчий доробок
Автор поетичних збірок:
- «Моя земля» (1949)
- «У широкім степу» (1951)
- «Подих життя» (1956)
- «Діла хлоп'ячі» (1958)
- «Полудень» (1959)
- «Вітер часу» (1960)
- «Здрастуйте, люди!» (1962)
- «Що воно за штука?» (1964)
- «Крутогори» (1969)
- «Заводська сторона» (1974)
- «Гарячий день» (1977)
- «Десь тут мати моя» (1980)
- «Одолінь трава» (1981)
- «Слово о полку нашім» (1987)

Прозових книг
- «Юга» (1965)
- «Повісті північної прохідної» (1967)
- «Осокорова заметіль» (1970)
- «Купальський вогонь» (1972)
- «Я стверджуюсь!» (1979)
- «При шляхах маки цвітуть» (1982)